# Tomicodon petersii
Tomicodon petersii е вид лъчеперка от семейство Gobiesocidae. Видът не е застрашен от изчезване.

## Разпространение и местообитание
Разпространен е в Гватемала, Еквадор, Колумбия, Коста Рика, Мексико, Никарагуа, Панама, Перу, Салвадор и Хондурас.
Обитава крайбрежията и скалистите дъна на морета и рифове в райони с тропически и умерен климат. Среща се на дълбочина от 0,1 до 8,5 m, при температура на водата около 23,2 °C и соленост 34,4 ‰.

## Описание
На дължина достигат до 3,5 cm.